# Ochrilidia richteri
Ochrilidia richteri är en insektsart som beskrevs av Bei-bienko 1960. Ochrilidia richteri ingår i släktet Ochrilidia och familjen gräshoppor. Inga underarter finns listade i Catalogue of Life.